# 1965 v loďstvech
Tento článek obsahuje významné události v oblasti loďstev v roce 1965.

## Lodě vstoupivší do služby
- 23. ledna –  USS America (CVA-66) – letadlová loď třídy Kitty Hawk

- 15. března –  HMS Naiad (F39) – fregata Typu 12I Leander

- 1. června –  Ouragan (L 9021) – doková výsadková loď stejnojmenné třídy

- 6. července –  Bayern (D 183) – torpédoborec třídy Hamburg

- 29. září –  HMS Arethusa (F38) – fregata Typu 12I Leander

- 19. prosince –  Pietro de Cristofaro (F 540) – korveta třídy Pietro de Cristofaro